# 花儿为什么这样红 (电影)
《花儿为什么这样红》（英語：Why are the Flowers so Red）是2021年中国大陆传记片，讲述了新疆维吾尔自治区拉齐尼·巴依卡祖孙三代卫国戍边的人生事迹，导演是阿不都克力木·阿不力孜，主演是库提鲁克江·艾沙胡加、艾克白尔·斯拉木、贺刚、贾宏伟。2021年10月9日在新疆维吾尔自治区乌鲁木齐市首映，2022年3月18日在中国大陆影院上映。

## 演员
- 库提鲁克江·艾沙胡加
- 艾克白尔·斯拉木
- 贺刚
- 贾宏伟

## 制作
《花儿为什么这样红》由中共新疆维吾尔自治区党委宣传部组织策划。
导演是阿不都克力木·阿不力孜，其代表作是《歌声的翅膀》。《花儿为什么这样红》的编剧和制片人是天山电影制片厂厂长高黄刚，其代表作包括：《真爱》《塔克拉玛干的鼓声》《远去的牧歌》《昆仑兄弟》《歌声的翅膀》。160余人的拍摄团队在平均海拔4500米左右的帕米尔高原上，花费70余天拍完杀青。